# تقييم تأثير حقوق الإنسان
تقييم تأثير حقوق الإنسان هو عملية لتحديد الآثار المحتملة لحقوق الإنسان والتنبؤ بها والاستجابة لها بشكل منهجي لعملية تجارية، أو مشروع رأسمالي، أو سياسة حكومية، أو اتفاقية تجارية. وهي مصممة لتكمل عمليات تقييم الأثر والعناية الواجبة الأخرى التي تقوم بها شركة أو حكومة، وأن تكون مؤطرة بمبادئ واتفاقيات دولية مناسبة لحقوق الإنسان. كما أنها متجذرة في حقائق مشروع معين من خلال دمج السياق الذي سيُعمل فيه منذ البداية، ومن خلال التعامل المباشر مع تلك الشعوب التي قد تكون حقوقها في خطر.
يعد إجراء تقييم تأثير حقوق الإنسان جزءًا لا يتجزأ من المبادئ التوجيهية للأمم المتحدة بشأن الأعمال التجارية وحقوق الإنسان (يو إن جي بّي إس)، وهو «المعيار العالمي المعتمد بشأن الأدوار الخاصة بالشركات والحكومات في المساعدة لضمان احترام الشركات لحقوق الإنسان في عملياتهم ومن خلال علاقاتهم التجارية».

## تقييم تأثير الشركات على حقوق الإنسان
في عام 2005، عين الأمين العام للأمم المتحدة جون روجي في منصب الممثل الخاص المعني بمسألة حقوق الإنسان والشركات متعددة الجنسية. وكانت ولايته «تحديد وتوضيح معايير مسؤولية الشركات ومساءلة الشركات متعددة الجنسية وغيرها من مؤسسات الأعمال فيما يتعلق بحقوق الإنسان». وتضمنت هذه المهمة الواسعة طلب «تطوير مواد ومنهجيات لإجراء تقييمات لأثر أنشطة الشركات متعددة الجنسية وغيرها من مؤسسات الأعمال على حقوق الإنسان». كان من المقرر أن ينتهي التفويض في يونيو 2008، لكن حصل روجي على تمديد لمدة ثلاث سنوات.
تُوج هذا التمديد بمجموعة من المبادئ التوجيهية للأمم المتحدة بشأن الأعمال التجارية وحقوق الإنسان (يو إن جي بّي إس) التي تحدد التوقعات للشركات والحكومات لما يعنيه احترام حقوق الإنسان في بيئة العمل. يتمثل جزء من مسؤولية الأعمال التجارية في إجراء «العناية الواجبة بحقوق الإنسان» على النحو الموصوف في المبدأ التشغيلي 17: «من أجل تحديد، ومنع، وتخفيف الآثار الضارة على حقوق الإنسان، ومراعاة أدائها، وينبغي للمؤسسات التجارية أن تبذل العناية الواجبة في مجال حقوق الإنسان. يجب أن تشمل العملية تقييم الآثار الفعلية والمحتملة على حقوق الإنسان، ودمج النتائج والعمل بناءً عليها، وتتبع أداءها».
ولم يكن هناك سوى القليل من الإرشادات لتحديد عملية تقييم الآثار على حقوق الإنسان عندما دُعي روجي إلى وضع منهجيات، وصرح علنًا في عام 2006 «من المؤسف أن أبعاد هذه المهمة تتجاوز حدود الموارد والوقت المفروضة على الولاية». ومع ذلك، التزم روجي «رصد عن كثب جهدين متواصلين» لوضع منهجيات إتش آر آي إيه، وتحديدًا جهود المؤسسة الدنماركي لحقوق الإنسان ومؤسسة التمويل الدولية، اللذين كان كل منهما يعمل على منهجيات لتقييم حقوق الإنسان. في يونيو 2011، أقر مجلس حقوق الإنسان التابع للأمم المتحدة بالإجماع المبادئ التوجيهية. ولم تصدر مؤسسة التمويل الدولية ولا المؤسسة الدانماركية منهجية مختبرة ميدانيًا يمكن أن تكون بمثابة دليل للممارسين.
في عام 2011، تبنت أو إي سي دي إرشاداتها المحدثة للمؤسسات متعددة الجنسيات (إم إن إي)، والتي تضمنت الآن فصلًا خاصًا بحقوق الإنسان يعكس يو إن جي بّي إس. كما التزمت المفوضية الأوروبية بقوة بتنفيذ يو إن جي بّي إس و «تعزيز استيعاب تنفيذ المبادئ التوجيهية بين دول الاتحاد الأوروبي والشركات» وإبرازهم في إستراتيجية المفوضية الأوروبية سي إس آر. كما أدرجت مبادئ خط الاستواء ومنظمة الأغذية والزراعة تقييم آثار حقوق الإنسان في متطلبات مشروعاتهم وقروضهم. أدى ذلك إلى زيادة الطلب على إرشادات واضحة حول كيفية إجراء إتش آر آي إيه.
في مارس 2011، عززت المبادرة العالمية للتقارير (جي آر آي) معايير إعداد التقارير الخاصة بها لتشمل متطلبات تقييم الأثر على حقوق الإنسان. لدى جي آر آي الآن 11 معيارًا لحقوق الإنسان، يدعو العاشر منها الشركات إلى تحديد النسبة المئوية للعمليات التي خضعت لتقييم الأثر على حقوق الإنسان.